# Gabriele Jagnocco
Gabriele Jagnocco (Sezze, 6 luglio 1936) è un pittore e scultore italiano.

## Biografia
Appena tredicenne si reca a Roma per dedicarsi completamente allo studio dell'arte. Nella capitale viene ospitato nello studio di Francesco Coccia dove riceve le prime lezioni di scultura. Frequenta la famosa Villa Strohl Fern con gli ateliers degli artisti della Scuola Romana: Carlo Socrate, Francesco Nagni, Renato Brozzi, Ercole Drei, Carlo Levi, Francesco Trombadori, Marcello Avenali, Gilberto Gerarchici, Virgilio Guidi, Giorgio Modotto, Pietro Pedroni e Giuseppe Ciotti.
Nel 1954 viene ammesso per merito all'Accademia di Belle Arti.
Frequenta gli studi degli scultori Antonio Mistruzzi, Emanuele Mondrone, Vittorio Di Colbertaldo e del pittore spagnolo Vaquero. Segue anche i corsi di intaglio del maestro Paolo Giuffrida, di scultura in marmo del maestro Leonida Gildo e di pittura sacra del maestro Giuseppe Ciotti.
Oggi vive principalmente a Palestrina (Roma) e ha esposto in numerose rassegne personali e collettive in Italia e all'estero.

## Tecniche e soggetti
Utilizza tecniche tradizionali in scultura e pittura con ampio utilizzo della spatola anche in quest'ultima. I soggetti ritratti sono figurativi (figure umane, cavalli, buoi, paesaggi, soggetti sacri).

## Opere
- Il Grande Quadro: L'Eterna Giovinezza

Questo il titolo di quello che ad oggi è il quadro più lungo del mondo su un'unica tela con 350 metri quadrati di dipinto (150 m x 2,30) e 400 personaggi protagonisti della storia dell'umanità, entrando così di diritto nel Guinness dei primati.

## Altre Opere (parziali)
- Madonna dell'Addolorata, ospedale civile, Valmontone (Roma), 1979[5]

- Leggii in bronzo, Duomo di Palestrina (Roma), 1984[5]

- Monumento ai Caduti, Castel San Pietro Romano (Roma), 1984[5]

- Volo di gioia nell'azzurro, porto turistico, Sausset Les Pins (Francia), 1984[5]

- Via Crucis, santuario di Nostra Signora di Fatima, San Vittorino (Roma), 1984[5]

- Gioia dell'onda (Francia), 1985[5]

- Sciatori, centro Edelweiss, Roccaraso, L'Aquila, 1985[5]

- Gente di mare lungo lago, Anguillara Sabazia (Roma), 1987[5]

- Opera Sacra chiesa della Madonna del Sacro Cuore, Roma, 1989[5]

- porta in bronzo, santuario di Nostra Signora di Fatima, San Vittorino Romano (Roma), 1990[5]

- Autonomia del Comune, gruppo in travertino e bronzo, piazzale Autonomia, Lariano (Roma), 1990[5]

- La Famiglia. Il ritorno del figliol prodigo porta in bronzo, chiesa di Santa Eurosia, Lariano (Roma) 1992[5]
- Figura di atleta, campo sportivo comunale, Sausset Les Pins (Francia), 1994[5]

- Madonna delle Grazie fondale del mare di Torre Astura, Nettuno (Roma), 1995[5]

- San Marco Monumento Battaglione, Brindisi, 1996[5]

## Curiosità
Nel 2004 l'ex sindaco di Artena, Erminio Latini, per dare giusto riconoscimento al mulo - uno dei simboli del paese - aveva chiesto all'artista Gabriele Jagnocco una statua in bronzo a grandezza naturale che raffigurasse l'animale da posizionare all'ingresso del paese o in una delle piazze storiche. Il neosindaco, Maria Luisa Pecorari, ha detto « no »: « Meglio impiegare i 98 mila euro per i marciapiedi » . E una delibera di giunta ha ratificato il cambio di rotta. Ora si è riaperta la spaccatura: mulo sì, mulo no. Il primo a non prenderla bene è stato lo scultore cui era stata commissionata la statua, Gabriele Jagnocco. « Il mulo - spiega - è in fonderia. L'ho realizzato a grandezza naturale, pesa una decina di quintali. Per l'opera, che si chiama Per l'uomo e il mulo, la Provincia aveva stanziato un contributo ad hoc. Non la vogliono più? Adirò le vie legali ».